# Méthode Vaganova

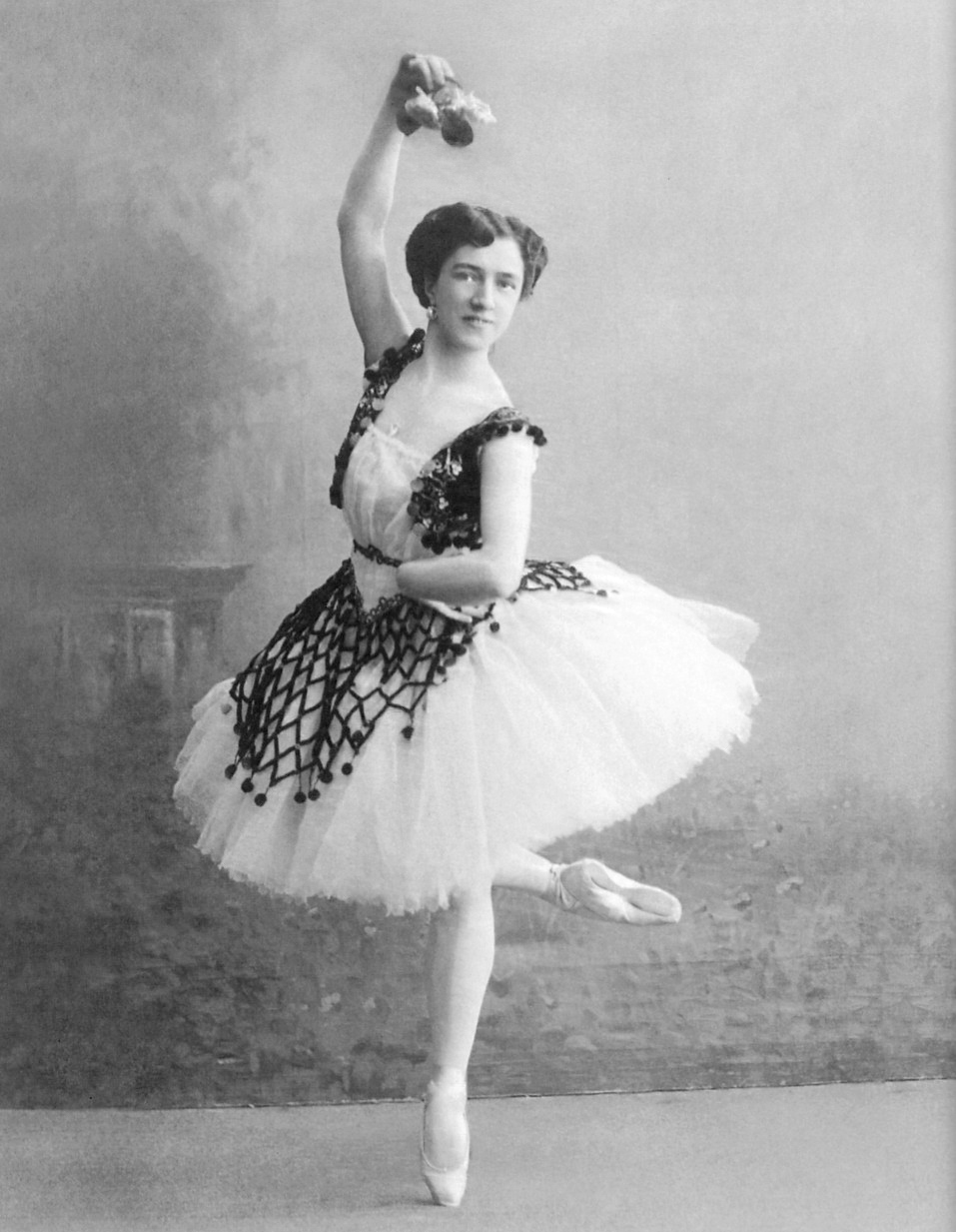
Agrippina Vaganova dans Esmeralda en 1910.

La méthode Vaganova est une méthode d'enseignement du ballet classique mise au point par Agrippina Vaganova.
Vaganova était une élève de l'École Impériale du ballet de Saint-Pétersbourg actuellement Académie de ballet Vaganova. Elle entre dans le corps de ballet du Ballet Impérial russe en 1897 dès ses études terminées. Elle se retire de la scène en 1916 pour se consacrer pleinement à l'enseignement de la danse et devient maître de ballet à École chorégraphique de Léningrad en 1921.
En tant que maître de ballet, Vaganova lance sa propre méthode d'enseignement de la danse en fusionnant des éléments de la danse classique telle qu'enseignée en France avec des méthodes italiennes ainsi que des éléments issus d'autres écoles, en particulier d'écoles et de danseurs russes. La méthode d'enseignement de Vaganova se diffuse un peu partout dans le monde sous le nom de « Méthode Vaganova » et lui permet d'accéder au rang de directrice de l'École de danse du Kirov et d'enseigner à quelques danseurs qui illustreront l'histoire de la danse.
Vaganova développe une technique précise et une méthode d'enseignement de la danse au cours des trente années qu'elle passera à la tête de son école. Les principes de la méthode Vaganova s'appuient sur la force, l'endurance et la flexibilité nécessaire au ballet en favorisant le développement de la force intéressant le bas du dos et l'acquisition de la souplesse des bras. Elle axe sa méthode sur la capacité du danseur à exécuter un classique Pas de deux et sur la technique nécessaire à sa réalisation. En termes d'enseignement, la méthode Vaganova consiste en la précision de l'instruction, la durée de son enseignement ainsi que le moment choisi pour cet enseignement.
En 1948, Vaganova publie un traité intitulé Principes fondamentaux de la danse traduit en français et actuellement édité sous le titre Principes du ballet classique : Technique du ballet russe. Ce livre esquisse ses idées personnelles concernant la technique du ballet et la pédagogie.
Après la mort de Vaganova survenue en 1951, ses successeurs comme Vera Kostrovitskaïa, Natalia Doudinskaïa ou Galina Kekicheva ont continué à enseigner sa méthode. Son école a été renommée en Académie de ballet Vaganova en reconnaissance du travail qu'elle a effectué et de sa contribution au rayonnement du ballet du Théâtre Mariinski dans le monde. La méthode Vaganova est celle qui est, actuellement, la plus communément enseignée en Russie et largement diffusée dans le reste de l'Europe et en Amérique du Nord.
La méthode Vaganova est considérée comme très nette, avec des mouvements précis. Le danseur ou la ballerine enseigné(e) par cette méthode reste empreint de force, de précision et d'une présence sur scène sans raideur ; la qualité des ports de bras des danseurs ayant suivi cette méthode est également à souligner.